# Asenovci
Asenovci (bug. Асеневци), bugarska carska dinastija kumanskog podrijetla, koja je vladala od 1187. do 1280. godine. Utemeljitelji su Drugog Bugarskog Carstva s prijestolnicom u gradu Trnovu. Pojedini članovi dinastije ušli su u bizantsku službu u 13. i 14. stoljeću.

## Povijest dinastije
Prvo Bugarsko Carstvo počelo je propadati za nasljednika cara Simeona (†927.). Godine 971. bizantski car Ivan I. Cimisk zarobio je bugarskog cara Borisa II., koji je umro u zarobljeništvu 977. godine. Nakon što je njegov brat Roman također umro u zarobljeništvu 991. godine, velikaš Samuilo započeo je veliki ustanak protiv bizantske vlasti koji je potrajao do 1018. godine, kada je čitava Bugarska pala pod vlast Bizantskog Carstva.
Bugarsku su tek krajem 12. stoljeća oslobodila braća Petar IV. i Ivan Asen I. Podigli su ustanak 1185. godine i za dvije godine oslobodili Bugarsku od bizantske vlasti. Naslijedio ih je brat Kalojan (1196. – 1207.). Vladavinu njihova nećaka Borila obilježilo je osamostaljivanje feudalaca, poput Streze u Makedoniji i Aleksija Slava u Rodopima.
Godine 1218. vlast je preuzeo car Ivan Asen II., sin Ivana Asena I. koji se u borbi protiv Latinskog Carstva povezao s Nicejskim Carstvom. Ratovao je i protiv solunsko-epirskog despota Teodora Duke, kojeg je pobijedio 1230. gdone u bitci kraj Klokotnice. Taj događaj označio je vrhunac moći Drugog Bugarskog Carstva. Godine 1235. obnovio je bugarsku patrijaršiju, osiguravši time neovisnost bugarske Crkve. Za vladavine Asenova mlađeg sina Mihaela I. Asena (1246. – 1256.) započelo je slabljenje države koju je ugrožavalo Nicejsko Carstvo. Njegovim ubojstvo započeo je građanski rat koji je dodatno oslabio snagu zemlje. Novi car Konstantin I. Asen Tih priženio se u dinastiju Asena i uzeo njihovo ime, kako bi učvrstio vlast, no bio je zbačen i ubijen 1277. godine, za vrijeme Ivajlova ustanka.
Posljednji vladar bio je car Ivan Asen III. († 1302.), po majci pripadnik dinastije Asena, koji je našao utočište u Bizantu nakon što je bio poražen u borbama s ustancima.

## Popis bugarskih careva iz dinastije Asenovaca
- Petar IV. (1186. – 1197.)
- Ivan Asen I. (1187. – 1196.)
- Kalojan (1197. – 1207.)
- Boril (1207. – 1218.)
- Ivan Asen II. (1218. – 1241.)
- Kaliman Asen I. (1241. – 1246.)
- Mihael Asen I. (1246. – 1256.)
- Kaliman Asen II. (1256.)
- Mićo Asen (1256. – 1257.)
- Konstantin I. Tih (1257. – 1277.)
- Mihael Asen II. (1277. – 1279.)
- Ivan Asen III. (1279. – 1280.)

## Vanjske poveznice
|  | Zajednički poslužitelj ima još gradiva o temi Asenovci |

- Asenovci Hrvatska enciklopedija
- Bugarska Hrvatska enciklopedija